# Reacció putzolànica
La reacció putzolànica és la reacció química que es produeix en el ciment portland que conté putzolanes. És la reacció principal implicada en el formigó romà inventat en l'antiga Roma i que es va utilitzar per construir, per exemple, el Panteó de Roma.
El comportament putzolànic d'un material, és la seva capacitat de reaccionar amb l'hidròxid de calci per a formar compostos hidràulics similars als que es generen durant la hidratació del clinker d'OPC.
A la base de la reacció putzolànica hi ha una simple reacció àcid-base entre hidròxid de calci, també conegut com a portlandita, o (Ca (OH) ₂), i l'Àcid silícic (H4 SiO ₄, o Si (OH) ₄). Simplement, aquesta reacció es pot representar esquemàticament com segueix:
Ca(OH)2 + H4SiO4 → Ca₂+ + H2SiO42− + 2 H₂O → CaH2SiO4 · 2 H2O
o resumida en notació abreujada de la química del ciment:
CH + SH → C-S-H

## Orígens del nom
El terme prové de la putzolana o Pulvis Puteolana, una roca piroclàstica típica de la zona de Pozzuoli, amb gran capacitat de resposta a la calç.

## Propietats dels materials
Els materials amb comportament putzolànic o de reacció putzolànica són substàncies naturals o subproductes industrials (putzolanes industrials, cendres volants, etc.) que tenen un componen amorf o parcialment cristal·lí i consisteixen en sílice, silico-aluminats, o una combinació d'aquests. Les propietats d'aquests materials depenen de la seva composició química i de l'estructura interna. Es prefereixen les putzolanes amb composició química tal que la presència dels tres principals òxids (SiO2, Al2O3, Fe2O3) sigui superior al 70%. Es tracta que la putzolana tingui una estructura amorfa.
En el cas dels materials obtinguts com a deixalles de l'agricultura (cendres de la canya de sucre i de l'arròs), la forma més viable de millorar les seves propietats és realitzar una crema controlada en incineradores rústiques, on es controla la temperatura de combustió, i el temps de residència del material. Si la temperatura de combustió està en el rang entre 400-760 °C, hi ha garantia que la sílice es formi en fases amorfes, de molta reactivitat. Per a temperatures superiors comencen a formar-se fases cristal·lines de sílice, poc reactives a temperatura ambient.

## Usos
Els materials amb comportament putzolànic s'utilitzen com a components de ciments tals com el ciment putzolànic, ciment portland de putzolana, ciment Portland a la cendra volant, etc. D'acord amb la classificació proposada pel UNI EN 197-1.
- Filtre natural de líquids per la seva elevada porositat.
- Substrat inert i airejant per a cultius hidropònics.
- Fabricació de Formigons de baixa densitat (com ja s'ha assenyalat en el cas del Panteó de Roma).
- Drenatge natural en camps de futbol i instal·lacions esportives.
- Absorbent (en el cas de l'aigua del 20 al 30% del pes d'àrid sec) i preparació de terres volcàniques oloroses.
- Aïllant Tèrmic (0,21 Kcal / Hm2 C)
- Arqueologia. Protector de restes arqueològiques de baixa densitat per a conservació de restes (per construcció sobre ells o amb caràcter temporal).
- Jardineria. En nombroses rotondes, jardins. Substitut eficaç de la gespa en zona amb manca d'aigua de reg.
- Abrasiu: Usat com a ingredient en alguns detergents abrasius.

## Avantatges
Avantatges que ofereix el ciment putzolànics obre la resta:
- Major durabilitat del ciment.
- Millora en la resistència enfront l'aigua de mar.
- Millor defensa davant els sulfats i els clorurs.
- Augment de la resistència a la tracció.
- Increment de la impermeabilitat per la reducció d'esquerdes en l'enduriment.
- Disminució de la calor d'hidratació.
- Millora de la resistència a l'abrasió.
- Augment de la resistència de l'acer a la corrosió.
- Menor necessitat d'aigua.